# Saveur (physique)
La saveur, en physique des particules, est une caractéristique permettant de distinguer différents types de leptons et de quarks, deux sous-familles des fermions. Les leptons se déclinent en trois saveurs et les quarks en six saveurs. Les saveurs permettent de distinguer certaines classes de particules dont les autres propriétés (charge électrique, interactivité, etc.) sont similaires.

## Histoire
Les dénominations des saveurs ont été introduites par Murray Gell-Mann, baptisant le quark étrange lors de la détection du kaon en 1964. Le terme « saveur» aurait été trouvé lorsque Murray Gell-Mann et Harald Fritzsch, allant prendre leur lunch, seraient passés devant une publicité célèbre de Baskin-Robbins vantant leur offre de 31 saveurs différentes de crème glacée. 
Dans livre Le Quark et le Jaguar, Gell-Mann écrit « On dit que le u et le d ont des « saveurs » de quarks différentes. Outre la saveur, les quarks ont une autre propriété, encore plus importante, qui porte le nom de « couleur », bien qu’elle n’ait dans ce contexte pas plus à voir avec une couleur réelle que la saveur avec les parfums des crèmes glacées ».

## Saveurs leptoniques
On connaît trois saveurs de lepton : l'électron, le muon et le tauon (ou tau). Chaque saveur est représentée par une paire de particules appelée un doublet faible. L'une des deux est une particule massive et chargée qui porte le même nom que sa saveur (comme l'électron) ; l'autre est une particule sans charge et de masse très faible appelée un neutrino (comme le neutrino électronique).
Lorsque des particules interagissent, le nombre de leptons de même saveur reste généralement le même, un principe connu comme la conservation du nombre leptonique. Ce principe peut parfois être violé (comme dans le cas de l'oscillation des neutrinos). Un principe de conservation plus fort concerne le nombre total de leptons, toutes saveurs confondues, qui est très légèrement violé dans le cadre du modèle standard par l'anomalie chirale.
Le couplage des leptons et des bosons de jauge ne dépend pas de leur saveur. Cette propriété est appelée universalité leptonique et a été testée dans des mesures de la durée de vie moyenne des muons et des tauons, ainsi que dans des mesures de la largeur partielle de désintégration du boson Z.

## Saveurs des quarks
Les quarks sont répartis entre six saveurs, auxquelles on a donné des noms poétiques. Les noms anglais restent plus utilisés. Les quarks ont pour particularité de posséder une charge électrique fractionnaire de la charge électrique élémentaire (celle de l'électron) :
| Nom du quark           | Fraction de charge électrique élémentaire |
| ---------------------- | ----------------------------------------- |
| Down (Bas)             | −1/3                                      |
| Up (Haut)              | +2/3                                      |
| Strange (Étrange)      | −1/3                                      |
| Charm (Charme)         | +2/3                                      |
| Bottom/Beauty (Beauté) | −1/3                                      |
| Top/Truth (Vérité)     | +2/3                                      |

Un anti-quark aura une charge électrique de signe opposé.

### Saveurs Strange, Beauty, Charmed et Truth
On note le diminutif des quarks comme la première lettre de leur nom : u, c, t, d, s et b. On utilise le préfixe anti- pour parler de l'antiquark associé.
| Particule | Saveur      | Valeur de la charge de saveur |
| --------- | ----------- | ----------------------------- |
| c         | Charmed (C) | +1                            |
| anti-c    | Charmed (C) | -1                            |
| s         | Strange (S) | -1                            |
| anti-s    | Strange (S) | +1                            |
| t         | Truth (T)   | +1                            |
| anti-t    | Truth (T)   | -1                            |
| b         | Beauty (B)  | -1                            |
| anti-b    | Beauty (B)  | +1                            |

Les quarks u et d n'ont pas de saveurs.
Les saveurs S, C, T et B sont des nombres quantiques à part entière, différent de la charge électrique, baryonique, leptonique ou encore de couleur. Les saveurs ne sont pas conservés par l'interaction faible, mais sont conservés par l'interaction électromagnétique et l'interaction forte.

## Classification des particules
Le modèle standard établit une organisation des particules élémentaires sur la base de leurs propriétés de charge électrique, d'interactivité et de masse.  La saveur est utilisée pour distinguer certaines classes qui sont similaires par leurs autres caractéristiques.